# Župnija Rakitna
Župnija Rakitna je rimskokatoliška teritorialna župnija dekanije Vrhnika nadškofije Ljubljana.

### Farne spominske plošče
V župniji so postavljene Farne spominske plošče, na katerih so imena vaščanov, ki so padli nasilne smrti na protikomunistični strani v letih 1942-1945. Skupno je na ploščah 79 imen.